# Brücken-Hackpfüffel
Brücken-Hackpfüffel är en kommun i Landkreis Mansfeld-Südharz i förbundslandet Sachsen-Anhalt i Tyskland.
Kommunen bildades den 1 januari 2009 genom en sammanslagning av de tidigare kommunerna Brücken und Hackpfüffel.
Kommunen ingår i förvaltningsgemenskapen Goldene Aue tillsammans med kommunerna Berga, Edersleben, Kelbra (Kyffhäuser), Wallhausen.